# Grad Stalać
Grad Stalać (izvirno srbsko Град Сталаћ) je naselje v Srbiji, ki upravno spada pod Občino Ćićevac; slednja pa je del Rasinskega upravnega okraja.

## Demografija
V naselju živi 675 polnoletnih prebivalcev, pri čemer je njihova povprečna starost 45,5 let (43,3 pri moških in 47,6 pri ženskah). Naselje ima 213 gospodinjstev, pri čemer je povprečno število članov na gospodinjstvo 3,76.
To naselje je, glede na rezultate popisa iz leta 2002, večinoma srbsko.
|  |

| Demografija | Demografija     | Demografija     |
| Leto        | Št. prebivalcev | Št. prebivalcev |
| ----------- | --------------- | --------------- |
|             |                 |                 |
|             |                 |                 |
|             |                 |                 |
|             |                 |                 |
| 1948        | 992             |                 |
| 1953        | 1191            |                 |
| 1961        | 1166            |                 |
| 1971        | 1055            |                 |
| 1981        | 1027            |                 |
| 1991        | 888             | 880             |
| 2002        | 814             | 800             |
|             |                 |                 |

| Etnična sestava po popisu iz leta 2002 | Etnična sestava po popisu iz leta 2002 | Etnična sestava po popisu iz leta 2002 | Etnična sestava po popisu iz leta 2002 | Etnična sestava po popisu iz leta 2002 |
| -------------------------------------- | -------------------------------------- | -------------------------------------- | -------------------------------------- | -------------------------------------- |
| Srbi                                   | Srbi                                   |                                        | 796                                    | 99,5%                                  |
| Bolgari                                | Bolgari                                |                                        | 2                                      | 0,25%                                  |
| Rusi                                   | Rusi                                   |                                        | 1                                      | 0,12%                                  |
| Neznano                                | Neznano                                |                                        | 1                                      | 0,12%                                  |